# Brylle Sogn
Brylle Sogn er et sogn i Assens Provsti (Fyens Stift).
Brylle Sogn var anneks til Tommerup Sogn indtil 1877, hvor de begge blev selvstændige pastorater. Begge sogne hørte til Odense Herred i Odense Amt. Tommerup-Brylle sognekommune blev i 1900 delt, så hvert sogn dannede sin egen sognekommune. Ved kommunalreformen i 1970 blev både Tommerup og 
Brylle indlemmet i Tommerup Kommune, der ved strukturreformen i 2007 indgik i Assens Kommune.
I Brylle Sogn ligger Brylle Kirke.
I sognet findes følgende autoriserede stednavne:
- Brunsvig (bebyggelse)
- Brylle (bebyggelse, ejerlav)
- Brylle Mark (bebyggelse)
- Bryllebro (bebyggelse)
- Edsbjerg (bebyggelse, ejerlav)
- Edsbjerglund (bebyggelse)
- Frankfri (bebyggelse)
- Gundestrup (bebyggelse, ejerlav)
- Render (bebyggelse, ejerlav)
- Render Mark (bebyggelse)
- Render Væde (bebyggelse)
- Råmose (bebyggelse)
- Skavenborg (bebyggelse, ejerlav)
- Skræppenborg (bebyggelse)
- Solevad (bebyggelse)